# Editor literario
Un editor literario o director literario es un editor de un periódico, revista o publicación similar que se ocupa de aspectos relacionados con la literatura y los libros, y especialmente de las reseñas.
En una editorial, debe definir la política editorial, estableciendo una serie de criterios basados en un conocimiento profundo del mercado literario. Es el encargado de evaluar los manuscritos y puede ayudar con la propia edición de libros, proporcionando servicios como revisión y corrección de pruebas, corrección de estilo o crítica literaria y puede contribuir a la redacción de los contratos (condiciones, tirada o fecha de publicación).

## Editor consultor
Un editor consultor es un editor literario independiente que no pertenece al personal de plantilla de una editorial. Puede ser un editor independiente, autónomo, o bien, un académico que proporciona su experiencia mediante consultoría.